# イフ・ウィ・ホールド・オン・トゥゲザー
「イフ・ウィ・ホールド・オン・トゥゲザー」（If We Hold On Together）は、1988年にリリースしたダイアナ・ロスの楽曲。

## 解説
アニメ映画『リトルフットの大冒険 〜謎の恐竜大陸〜』（原題:The Land Before Time）の主題歌。
日本では、1990年に今井美樹主演のTBSテレビ系金曜ドラマ『想い出にかわるまで』の主題歌に使用されシングルカットされた。
オリコン総合シングルチャートで最高4位、1990年度年間オリコンチャートで総合10位を記録した。
オリコン洋楽シングルチャートでは1990年2月26日付から19週連続1位を獲得、1990年の年間チャートで総合1位となった。
洋楽シングルのオリコン総合チャートでの年間TOP10入りは、1983年のアイリーン・キャラ「フラッシュダンス…ホワット・ア・フィーリング」以来7年ぶりであった。次の達成は2019年の6位、防弾少年団「Lights/Boy With Luv」であり、本作から29年後となった。
1991年にリリースされた、ダイアナ・ロスのアルバム『永遠のイフ・ウィ・ホールド・オン・トゥゲザー』（原題:The Force Behind the Power）に本曲が収録された。同年、日本では発売元を変更してシングルが再発された。

## メディアでの使用
- アニメ映画『リトルフットの大冒険 〜謎の恐竜大陸〜』主題歌
- 1990年放映・TBS系ドラマ『想い出にかわるまで』主題歌
- 1995年放映・いすゞ自動車「BIGHORN」コマーシャルソング

## 長山洋子によるカバー
「If We Hold On Together」（イフ・ウィ・ホールド・オン・トゥゲザー）は、日本の歌手である長山洋子のアイドル歌手活動時に発表された17枚目のシングル。1990年8月21日にビクター音楽産業から発売された。

## 概要
長山洋子のアイドル歌手時代最後のシングル。表題曲はダイアナ・ロスが1988年に発表した楽曲のカバー。次作からは演歌歌手に転向する。

## 収録曲
全編曲：矢野立美
1. If We Hold On Together
作詞・作曲：James Horner, Danny Will Jennings
日本語詞：さかたかずこ
2. 終わらないセレナーデ
作詞・作曲：さかたかずこ
3. If We Hold On Together　（オリジナル・カラオケ）
4. 終わらないセレナーデ　（オリジナル・カラオケ）